# Виторину-душ-Пиайнш
Виторину-душ-Пиайнш (порт. Vitorino dos Piães)  —  район (фрегезия) в Португалии,  входит в округ Виана-ду-Каштелу. Является составной частью муниципалитета  Понте-де-Лима. По старому административному делению входил в провинцию Минью. Входит в экономико-статистический  субрегион Минью-Лима, который входит в Северный регион. Население составляет 1618 человек на 2001 год. Занимает площадь 13,51 км².